# Pellegrinisaurus
Genre
Espèce
Pellegrinisaurus (signifiant « lézard de Pellegrini ») est un genre éteint de titanosaures découvert dans la formation d'Allen en Argentine qui date du sommet du Crétacé supérieur (Campanien moyen à Maastrichtien inférieur), soit il y a environ entre 80 et 70 Ma (millions d'années).
L'espèce type, Pellegrinisaurus powelli, a été décrite par L. Salgado en 1996. Elle est basée sur des fossiles de vertèbres retrouvés en Patagonie. L'espèce présente des similitudes avec Titanosaurus araukanicus. Sa taille est estimée entre 19 m et 24 m.